# Cisseps coprea
Cisseps coprea là một loài bướm đêm thuộc phân họ Arctiinae, họ Erebidae.